# Stropharia rugosoannulata
Stropharia rugosoannulata es un hongo basidiomiceto del género Stropharia, de la familia Strophariaceae.

## Características
La forma del sombrero (píleo) es convexa aplanada y deprimida en el centro cuando esta maduro, puede medir hasta 30 centímetros de diámetro, su color es amarronado rojizo, el estípite es cilíndrico, de color blanquecino, tiene un anillo arrugado y puede medir una altura de 20 centímetros, su carne es blanca.
Crece en las zonas húmedas de los bosques de pinos en Europa, América del Norte y Nueva Zelanda. El hongo fue reportado en Colombia en el año 2018 por los micólogos Nicolás Aristizábal y Juan Camilo Rodríguez Martínez en la ciudad de Bogotá. En el 2012 el hongo fue reportado en Brasil.

## Comestibilidad
Stropharia rugosoannulata  es una hongo comestible, están considerados como muy sabrosos.